# 埃尔卡尔多索德拉谢拉
埃尔卡尔多索德拉谢拉，是西班牙卡斯蒂利亚-拉曼恰瓜达拉哈拉省的一个市镇。总面积187平方公里，总人口80人（2001年），人口密度0人/平方公里。